# Olympiastadion (München)
Olympiastadion is het olympisch stadion van München. In 1972 vonden hier de Olympische Spelen plaats.
Vanaf 1972 was dit het thuisstadion van FC Bayern München en TSV 1860 München, die in 2005 verhuisden naar de nieuwe Allianz Arena. Na de promotie naar de derde Bundesliga speelde Türkgücü München vanaf 2020 twee seizoenen deels in het Olympiastadion, omdat het Grünwalder Stadion, dat gedeeld moest worden met zowel 1860 München en Bayern München II, niet altijd beschikbaar was.
Er is plaats voor 69.000 bezoekers, die in een enkele schotelvormige tribune plaatsnemen. Een bezwaar is steeds geweest dat de afstand van tribune tot speelveld zeer groot is, mede door de atletiekbaan. Ook waren de tribunes niet helemaal overdekt.
In 2022 vonden in dit stadion de Europese kampioenschappen atletiek plaats als onderdeel van de Europese Kampioenschappen.

## Bouw en architectuur
Boven de grote schotelvormige tribune heeft het stadion een transparant dak met een tentconstructie, een ontwerp van Frei Otto. Vanaf enkele pylonen (tentstokken) is een kabelnetwerk gespannen. Op dit kabelnetwerk zijn transparante platen gemonteerd. De "dakgoot"-rand, boven de veldrand, is een enkele rondlopende staalkabel, die onderdeel is van de constructie.

## Belangrijke evenementen
- 1972 Olympische Zomerspelen
- 1974 Finale Wereldkampioenschap voetbal West-Duitsland – Nederland 2-1
- 1979 Finale Europacup 1 Nottingham Forrest-Malmo 1-0
- 1988 Finale Europees kampioenschap 1988 Nederland – USSR 2-0
- 1993 Finale UEFA Champions League AC Milan – Olympique Marseille 0-1
- 1997 Finale UEFA Champions League Borussia Dortmund – Juventus 3-1
- 1997 Concert Michael Jackson – HIStory World Tour (tv-opnames)
- 2001 Concert AC/DC – Stiff Upper Lip tour (dvd-opnames)
- 2011 Finale UEFA Women's Champions League 2010/11 Olympique Lyon-1. FFC Frankfurt 2-0
- 2023 Concert Harry Styles – Love On Tour
- 2024 Concert Metallica – M72 World tour
- 2024 Concert AC/DC – PWR Up Tour
- 2024 Concert Taylor Swift – The Eras Tour

### Interlands
| №  | Datum        | Wedstrijd                  | Uitslag | Competitie                      | Toeschouwers |
| -- | ------------ | -------------------------- | ------- | ------------------------------- | ------------ |
| 1. | 15 juni 1974 | Italië – Haïti             | 3 – 1   | WK 1974 Groepsfase 1e ronde (D) | 51.100       |
| 2. | 19 juni 1974 | Haïti – Polen              | 0 – 7   | WK 1974 Groepsfase 1e ronde (D) | 23.400       |
| 3. | 23 juni 1974 | Argentinië – Haïti         | 4 – 1   | WK 1974 Groepsfase 2e ronde (D) | 24.000       |
| 4. | 6 juli 1974  | Brazilië – Polen           | 1 – 2   | WK 1974 Troostfinale            | 74.100       |
| 5. | 7 juli 1974  | Nederland – West-Duitsland | 1 – 2   | Finale WK 1974                  | 74.100       |
| 6. | 17 juni 1988 | West-Duitsland – Spanje    | 2 – 0   | EK 1988 Groepsfase (A)          | 72.308       |
| 7. | 25 juni 1988 | Sovjet-Unie – Nederland    | 0 – 2   | Finale EK 1988                  | 72.308       |

- Gemeinsame Normdatei: 4581057-6
- Library of Congress Control Number: sh2007010279
- MusicBrainz: 67f52249-4a18-43b5-be3e-8b1859ce30b0

Westfalenstadion (Dortmund) · Rheinstadion (Düsseldorf) · Waldstadion (Frankfurt am Main) · Parkstadion (Gelsenkirchen) · Volksparkstadion (Hamburg) · Niedersachsenstadion (Hannover) · Olympiastadion (München) · Neckarstadion (Stuttgart) · Olympiastadion (West-Berlijn)